# Xylopia stenopetala
Xylopia stenopetala este o specie de plante angiosperme din genul Xylopia, familia Annonaceae, descrisă de Daniel Oliver. Conform Catalogue of Life specia Xylopia stenopetala nu are subspecii cunoscute.